# Margarida Carvalho
Margarida Carvalho (Braga, 1979), é uma atriz de cinema, televisão e teatro portuguesa.

## Biografia
Iniciou a sua carreira em 1999 na associação cultural Sindicato de poesia em Braga. Nos anos 2000 e 2001, trabalhou na cidade da Guarda no Aquilo teatro.
Em 2005 terminou o curso de teatro na Escola Superior de Música e Artes do Espetáculo no Porto.

## Cinema e televisão
- 2003 - Hypocrates, curta-metragem de Joana Vieira da Costa
- 2004 - Sedna, curta-metragem de Márcio Laranjeira
- 2005 - Dia Mau, curta-metragem de Eduardo Morais
- 2005 - Paraisos Urbanos, curta metragem de Sergio Brás d’Almeida
- 2005 - Tebas, longa-metragem de Rodrigo Areias
- 2006 - Veneno Cura, longa-metragem de Raquel Freire
- 2006 - Glória, curta-metragem de Eduardo Morais
- 2006 - Inércia, curta-metragem com criação colectiva para Fast Ford Film Festival
- 2007 - As Coisas que Encontrámos no Sótão, curta metragem de Eduardo Morais
- 2008 - Participação na novela Feitiço de Amor (TVI)
- 2009 - O Cônsul de Bordéus, longa-metragem de Francisco Manso
- 2009 - Desta Água, curta metragem de Luís Diogo
- 2010 - Quem é o pai do menino Jesus?, de José Alberto Pinheiro, RTP – Contos de Natal
- 2011 - Noite Fria em Castelo Branco, curta metragem de Luís Diogo
- 2011 - Noite Gélida em Castelo Branco, curta metragem de Luís Diogo
- 2011 - Catharsis, de André Martins
- 2011 - Um Poema Por Semana – RTP
- 2012 - Pecado Fatal, longa metragem de Luís Diogo
- 2012 - Ela por Ela, TVI
- 2013 - Chantagem, curta metragem de Pedro Melo Rocha e Ana Luís
- 2013 - De onde os pássaros vêem a cidade, curta metragem de André Tentugal
- 2014 - Deus Sabe, curta metragem de Ricardo Marques
- 2016 - A Única Mulher, TVI
- 2017 - Odisseia dos Pássaros, curta metragem de Fernando Cavaleiro

## Teatro
- 1999 - A Ira, pelo Sindicato de Poesia de Braga, dirigido por Sandra Faleiro
- 1999 - Luxúria, pelo Sindicato de Poesia de Braga, dirigido por Almeno Gonçalves
- 1999 - Quem és tu? dirigido por José Ananias, apresentado em Braga no Teatro Circo
- 2000 - A Tremenda Importância do Kazoo…, produzido pelo Aquilo Teatro
- 2000 - Até o Anjo é da Guarda, produzido pelo Aquilo Teatro, com encenação de Américo Rodrigues
- 2000 - Guarda Milénio, produzido pelo Aquilo Teatro e Única.
- 2001 - O Ouriço Caixeiro e a Libélula Patinadora ou o Amor Espacial, peça infantil, produzida pelo Aquilo Teatro, da Guarda, com encenação de Américo Rodrigues
- 2001 - O Futuro Está nos Ovos, produzido pelo Aquilo Teatro, com encenação de Américo Rodrigues
- 2002 - Participação no espectáculo XXX pelos Fura del Baus, Coliseu do Porto
- 2002 - A Fuga de Wang-Fô de Marguerite Yourcenar, encenação de Cláudia Marisa
- 2002 - Performance sobre arte povera, inserida no programa Intercâmbios da Fundação de Serralves com direcção de Denis Bernard
- 2002 - Nunca Nada de Ninguém de Luísa Costa Gomes, encenação de Pablo Rodriguez
- 2003 - Estado de Vigília, performance no concerto da banda O Projecto é Grave, criação colectiva, Teatro Helena Sá e Costa
- 2003 - O Sótão, texto e encenação de John Britton
- 2003 - Plastia, criação colectiva
- 2003 - Titus Andronicus de William Shakespeare, encenação de Lee Beagley
- 2004 - Crónicas de Eduardo De Filippo, com encenação de José Carretas, pelo Teatro das Beiras
- 2004 - O Erro Humano de José Carretas, texto e encenação de José Carretas
- 2004 - Cara de Fogo de Marius von Mayenburg, encenação de José Eduardo Silva
- 2005 - Jogas? de José Carretas, Produção Panmixia Associação Cultural
- 2005 - Os Canhões de Nabarone, texto de José Carretas e encenação do mesmo e de Fernando Moreira, produzido pela Panmixia
- 2005 - 1.Parto, encenação e texto de João Garcia Miguel, a partir de August Strindberg
- 2006 - Recriação Histórica de Arouca, texto e direcção artística de José Carretas, Co-Produção Câmara Municipal de Arouca e Panmixia Associação Cultural
- 2006 - Selva Urbana, Performance inserida no Festival Internacional de Marionetas do Porto (FIMP), dirigida por Marina Rocha
- 2007 - A Um Dia do Paraíso de José Carretas, Co-Produção Teatro Nacional São João e Panmixia Associação Cultural
- 2007 - Carnaval na Invicta de José Carretas e Amélia Lopes, Co-Produção Porto Lazer – Empresa Municipal e Panmixia Associação Cultural.
- 2007 - Férias Grandes com Salazar de Manuel Martinez Mediero, encenação de José Carretas, Co-Produção Teatro Nacional D. Maria II/Governo da Extremadura/Teatro das Beiras
- 2007 - Recriação Histórica de Arouca, texto e direcção artística de José Carretas, Co-Produção Câmara Municipal de Arouca e Panmixia Associação Cultural
- 2007 - Ai que Medo de José Carretas, Co-Produção Panmixia Associação Cultural/Teatro do Campo Alegre – Serviço Educativo
- 2007 - Performance, apresentada na Velha-a-Branca (Braga), a convite da mesma, uma construção colectiva entre Ana Margarida Carvalho e Maria Miranda
- 2008 - A Doença de Machado Joseph de José Carretas
- 2008 - Desafinado de José Carretas
- 2008 - Carnaval na Invicta de José Carretas e Amélia Lopes, Co-Produção Porto Lazer – Empresa Municipal e Panmixia Associação Cultural.
- 2009 - A História de uma Estória, texto e encenação de José Geraldo
- 2009 - NÓSOUTRXS, de Raquel Freire e Marta Mateus para o festival Temp d’images no Teatro São Luiz
- 2009 - Granada de Miguel Cabral, na Fundação José Rodrigues
- 2010 - Texto a Meia Distância, Quintas de Leitura no Teatro Campo Alegre
- 2010 - Isaquetamente, Quintas de Leitura no Teatro Campo Alegre
- 2010 - Pedro e Inês, texto e encenação de José Carretas
- 2011 - Nacional material, Paisagem com Argonautas, uma co-criação com direcção artística Alfredo Martins; Emergentes do TNDM II
- 2012 - O Olhar Português, texto e encenação José Carretas
- 2012 - Do Discurso Amoroso Fragmento 2, encenação Tiago Correia
- 2012 - O Amor é um Franco-Atirador, apresentado no CAAA em Guimarães, encenação Manuel Tur
- 2012 - Sem Pés Nem Cabeça, espectáculo infantil – Direcção Artística
- 2013 - Felizmente Há Luar! de Luís de Sttau Monteiro, no TEP, encenação de António Júlio
- 2014 - A Tatuagem, encenação de José Carretas
- 2014 - Recriação Histórica de Arouca
- 2015 - Felizmente Há Luar!, no TEP, encenação de António Júlio
- 2015 - Nacional material, Paisagem com Argonautas, uma co-criação com direcção artística Alfredo Martins, apresentações no Rio e São Paulo
- 2015 - Efe, encenação de José Carretas
- 2015 - Recriação Histórica de Baião e Arouca
- 2015 - Faça o Favor de Entrar, uma co-criação
- 2016 - Cordel, encenação José Carretas
- 2016 - Dormir é um espectáculo, direcção Margarida Carvalho e João Melo
- 2016 - Onde o Frio se Demora, encenação Luísa Pinto
- 2016 - Felizmente Há Luar!, no TEP, encenação de António Júlio
- 2016 - Poesia à Solta, Rivoli Teatro
- 2017 - Veraneantes, encenação Nuno Cardoso

### Encenação e direcção artística
- 2009 - Assistente de Encenação no espectáculo (A) Tentados, de Martin Crimp – encenação João Melo. Para o grupo Máscara Solta, da Faculdade de Letras do Porto
- 2013 - Doroteia, Serafim e Outras Histórias Assim – Direcção Artístic

## Prémios e indicações

### Prémios
- 2010 - Prémio Autores RTP/SPA – Melhor Actriz de Cinema 2009, com o filme Veneno Cura de Raquel Freire[3]

### Indicações
- 2010 - Nomeada para os Globos de Ouro, na categoria de melhor actriz de cinema, com o mesmo filme[4]

### Trabalho em obras premiadas
- 2011 - Prémios de melhor curta, melhor realização e acting no 48h Filme Project com Catharsis, de André Martins
- 2012 - Prémio de Melhor Curta-Metragem no Festival de Cinema Quinta Praia, Noite Gélida em Castelo Branco de Luís Diogo